# Doyle Parrack
Doyle Kenneth Parrack (Condado de Cotton, Oklahoma, 6 de diciembre de 1921-Perkins, Oklahoma, 5 de septiembre de 2008) fue un jugador y entrenador de baloncesto estadounidense que disputó una temporada en la BAA. Como entrenador dirigió durante 15 años a dos universidades de la NCAA, ambas dentro de su estado natal, Oklahoma, además de ser seleccionador israelí una temporada. Con 1,83 metros de estatura, jugaba en la posición de escolta.

## Trayectoria deportiva

### Universidad
Jugó durante su etapa universitaria con los Cowboys de la Universidad Estatal de Oklahoma, con los que se proclamó campeón de la NCAA en 1945.

### Profesional
Tras dejar la universidad, fichó por los Chicago Stags en 1946, con los que jugó una temporada, en la que promedió 4,7 puntos y 0,3 asistencias por partido, llegando a disputar las Finales de la BAA de 1947, en las que cayeron ante los Philadelphia Warriors.

#### Estadísticas en la BAA y la NBA

##### Temporada regular
| Temporada | Edad | Equipo        | Liga | P  | TC  | TCA | %TC  | TL  | TLA | %TL  | ASIS | FP  | PTS |
| 1946-47   | 25   | Chicago Stags | BAA  | 58 | 1.9 | 7.1 | .266 | 0.9 | 1.4 | .650 | 0.3  | 1.3 | 4.7 |
| Total     |      |               | BAA  | 58 | 1.9 | 7.1 | .266 | 0.9 | 1.4 | .650 | 0.3  | 1.3 | 4.7 |

##### Playoffs
| Temp.   | Edad | Equipo        | Liga | P | MIN | TCA | TC | TLA | TL | ASIS | FP | PTS | %TC  | %FT   | PTS | AST |
| 1946-47 | 25   | Chicago Stags | BAA  | 7 |     | 0   | 9  | 3   | 3  | 1    | 3  | 3   | .000 | 1.000 | 0.4 | 0.1 |
| Total   |      |               | BAA  | 7 |     | 0   | 9  | 3   | 3  | 1    | 3  | 3   | .000 | 1.000 | 0.4 | 0.1 |

### Entrenador
Nada más retirarse, firmó como entrenador principal de la Oklahoma City University, donde permaneció 5 temporadas, en las que consiguió 80 victorias y 53 derrotas. En 1955 desempeñó el mismo puesto en la Universidad de Oklahoma, donde permaneció 7 temporadas. En 1959 fue elegido Entrenador del Año de la Big Eight Conference, y donde acabó con 71 victorias y 97 derrotas.
Posteriormente, en 1970 se haría cargo de la Selección de Israel, y acabó su carrera como entrenador dirigiendo durante dos temporadas el equipo femenino de la Universidad de Oklahoma.